# 原夕輝
原 夕輝（はら ゆうき、1973年5月 - ）は、日本の作曲家、編曲家、音楽プロデューサー。

## 概要
1997年 大阪音楽大学音楽学部作曲学科作曲専攻を卒業。映画音楽、ドラマ音楽、CM音楽、ゲーム音楽の作曲を多く手がける。古典的な手法から近代、現代音楽のアカデミックな手法を駆使し、緻密で繊細、優しい印象の音楽が特徴。

## 主な作品

### 映画
- オーライ（2000年、関西テレビ、安田真奈監督）
- ひとしずくの魔法（2001年、関西テレビ、吉本興業、ポルトヨーロッパ、安田真奈監督）
- 幸福のスイッチ（2006年、東北新社、東京テアトル、関西テレビ、安田真奈監督）
- 五日市物語（2011年）
- アイドル・イズ・デッド（2012年）
- アイドル・イズ・デッド2　ノンちゃんのプロパガンダ戦争（2013年）
- あの娘、早くババアになればいいのに（2013年）
- あきる野物語　空色の旅人（2015年）
- レンタル×ファミリー（2023年）

### ドラマ
- 中学生日記 心の化粧（2000年、NHK名古屋）
- 中学生日記 あきらめるということ（2001年、NHK名古屋）
- リトルホスピタル（2003年、テレビ東京、安田真奈監督）
- 喫茶 隠れ家（2004年、安田真奈監督）
- 中学生日記 何でそーなるの?!（2004年、NHK名古屋）